# Грущак, Сергей Владимирович
Сергей Владимирович Грущак (род. 23 июня 1965, Краматорск, Донецкая область) — российский политический деятель. Депутат Государственной Думы второго созыва (1995—1999).

## Биография
Окончил Уральский социально-политический институт.
Был заместителем главы администрации Верх-Исетского района г. Екатеринбурга и заместителем председателя Комитета по делам молодежи правительства Свердловской области.
В декабре 1995 г. был избран депутатом Государственной Думы Федерального Собрания РФ второго созыва, входил во фракцию «Яблоко», был заместителем председателя Комитета по делам женщин, семьи и молодежи. 16 июля 1998 сложил полномочия в связи с назначением на должность заместителя Министра труда и социального развития. Мандат перешёл Сергею Мартюшову.
Заместитель министра труда и социального развития РФ (1998—1999).